# 入間郡
入間郡（日语：／ Iruma gun */?）是日本舊武藏國和現埼玉縣的一郡。人口89,552人、面積89.77km²。（2005年国勢調査）

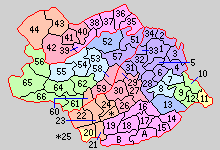
1.川越町 2.芳野村 3.古谷村 4.南古谷村 5.仙波村 6.高階村 7.福岡村 8.大井村 9.鶴瀨村 10.南畑村 11.宗岡村 12.水谷村 13.三芳村 14.柳瀨村 15.松井村 16.富岡村 17.所澤町 18.小手指村 19.三島村 20.元狹山村 21.宮寺村 22.金子村 23.東金子村 24.豐岡町 25.藤澤村 26.入間村 27.堀兼村 28.福原村 29.奧富村 30.入間川村 31.日東村 32.大田村 33.田面澤村 34.山田村 35.三芳野村 36.勝呂村 37.坂戶村 38.入西村 39.大家村 40.川角村 41.毛呂村 42.瀧野入村 43.越生町 44.梅園村 51.名細村 52.鶴島村 53.高萩村 54.高麗川村 55.高麗村 56.東吾野村 57.霞關村 58.柏原村 59.水富村 60.元加治村 61.加治村 62.精明村 63.飯能町 64.原市場村 65.南高麗村 A.吾妻組合村 B.山口組合村 （紫：川越市 下桃紅：所澤市 下紅：狹山市 下橙：入間市 下水藍：富士見野市 下綠：富士見市 上桃紅：坂戶市 上紅：毛呂山町 上橙：越生町 上水藍：日高市 上綠：飯能市 黃的11：志木市 黃的20：東京都西多摩郡瑞穗町 藍：沒有合併）

現轄有以下3町。
- 三芳町
- 毛呂山町
- 越生町